# Ypsilon Andromedae e
Ypsilon Andromedae e (abgekürzt auch υ And e) ist ein extrasolarer Planet, der den rund 44,25 Lichtjahre von der Sonne entfernten Hauptreihenstern Titawin A im Doppelsternsystem Titawin im Sternbild Andromeda umkreist. Er ist der äußerste der vier bekannten Planeten im Planetensystem des Sterns.

## Entdeckung
Der Planet wurde 2010 von einem Astronomenteam um S. Curiel vom astronomischen Institut der Nationalen Autonomen Universität von Mexiko entdeckt. Die Entdeckung erfolgte mittels der Radialgeschwindigkeitsmethode.

## Eigenschaften
υ And e hat in Bezug auf seine Bahneigenschaften und seine Mindestmasse Ähnlichkeiten mit Jupiter im Sonnensystem. Er umkreist seinen Zentralstern in 5,24558 AE Entfernung in 3848,86 Tagen. Anders als die weiter innen kreisenden Planeten Samh und Majriti ist seine Bahn nahezu kreisförmig. υ And e weist eine Bahnresonanz mit Samh von 3:1 auf. Die Mindestmasse ist geringfügig größer als die Masse von Jupiter, wobei die tatsächliche Masse höher sein könnte.